# Sesiidae
Sesiidae sau moliile cu aripi transparente sunt o familie de molii diurnalitate|diurnale în ordinul Lepidoptere cunoscută pentru mimica batesiană⁠(<span title="Mimetism batesian|mimica batesiană la Wikidata">d) atât în aspectul, cât și în comportamentul diferitelor himenoptere.

## Taxonomie
- Subfamilia Tinthiinae Le Cerf, 1917
  - Tribul Tinthiini  Le Cerf, 1917
    - Microsphecia Bartel, 1912
    - Tinthia Walker, [1865]
    - Sophona Walker, 1856
    - Zenodoxus Grote & Robinson, 1868
    - Conopsia Strand, [1913]
    - Paranthrenopsis Le Cerf, 1911
    - Entrichella Bryk, 1947
    - Negotinthia Gorbunov, 2001
    - Trichocerota Hampson, [1893]
    - Paradoxecia Hampson, 1919
    - Rectala Bryk, 1947
    - Ceratocorema Hampson, [1893]
    - Caudicornia Bryk, 1947
    - Bidentotinthia Arita & Gorbunov, 2003
    - Tarsotinthia Arita & Gorbunov, 2003
    - Tyrictaca Walker, 1862

  - Tribul Pennisetiini Naumann, 1971
    - Pennisetia Dehne, 1850
    - Corematosetia Kallies & Arita, 2001

  - Tribul Paraglosseciini Gorbunov & Eitschberger 1990
    - Oligophlebia Hampson, [1893]
    - Isothamnis Meyrick, 1935
    - Cyanophlebia Arita & Gorbunov, 2001
    - Lophocnema Turner, 1917
    - Diapyra Turner, 1917
    - Micrecia Hampson, 1919

  - Tribul Similipepsini Špatenka, Laštuvka, Gorbunov, Toševski & Arita, 1993
    - Similipepsis Le Cerf, 1911
    - Gasterostena Arita & Gorbunov, 2003
- Subfamily Sesiinae Boisduval, 1828
  - Tribul Sesiini Boisduval, 1828
    - Sesia Fabricius, 1775
    - Trilochana Moore, 1879
    - Cyanosesia Gorbunov & Arita, 1995
    - Sphecosesia Hampson, 1910
    - Teinotarsina Felder, 1874
    - Lenyra Walker, 1856
    - Aegerosphecia Le Cerf, 1916
    - Lamellisphecia Kallies & Arita, 2004
    - Clavigera Kallies & Arita, 2004
    - Eusphecia Le Cerf, 1937
    - Scasiba Matsumura, 1931
    - Callisphecia Le Cerf, 1916
    - Madasphecia Viette, 1982
    - Melittosesia Bartsch, 2009
    - Barbasphecia Pühringer & Sáfián 2011
    - Afrokona Fischer, 2006
    - Hovaesia Le Cerf, 1957
    - Lenyrhova Le Cerf, 1957

  - TTribul Cissuvorini Duckworth & Eichlin 1977
    - Toleria Walker, [1865]
    - Chimaerosphecia Strand, [1916]
    - Glossosphecia Hampson, 1919
    - Cissuvora Engelhardt, 1946
    - Dasysphecia Hampson, 1919

  - Tribul Osminiini Duckworth & Eichlin 1977
    - Osminia Le Cerf, 1917
    - Chamanthedon Le Cerf, 1916
    - Microsynanthedon Viette, [1955]
    - Calasesia Beutenmüller, 1899
    - Aenigmina Le Cerf, 1912
    - Cabomina de Freina, 2008
    - Pyranthrene Hampson, 1919
    - Homogyna Le Cerf, 1911
    - Aschistophleps Hampson [1893]
    - Pyrophleps Arita & Gorbunov, 2000
    - Heterosphecia Le Cerf, 1916
    - Melanosphecia Le Cerf, 1916
    - Akaisphecia Gorbunov & Arita, 1995
    - Callithia Le Cerf, 1916

  - Tribul Melittiini Le Cerf, 1917
    - Melittia Hübner, [1819]
    - Desmopoda Felder, 1874
    - Agriomelissa Meyrick, 1931
    - Afromelittia Gorbunov & Arita, 1997
    - Cephalomelittia Gorbunov & Arita, 1995
    - Macroscelesia Hampson, 1919

  - Tribul Paranthrenini Niculescu, 1964
    - Nokona Matsumura 1931
    - Taikona Arita & Gorbunov, 2001
    - Scoliokona Kallies & Arita, 1998
    - Rubukona Fischer, 2007
    - Adixoa Hampson, [1893]
    - Pramila Moore, 1879
    - Vitacea Engelhardt, 1946
    - Phlogothauma Butler, 1882
    - Paranthrene Hübner, [1819]
    - Pseudosesia Felder, 1861
    - Albuna Edwards, 1881
    - Euhagena Edwards, 1881
    - Sincara Walker, 1856
    - Tirista Walker, [1865]
    - Thyranthrene Hampson, 1919
    - Sura Walker, 1856

  - Tribul Synanthedonini Niculescu, 1964Synanthedon sp.

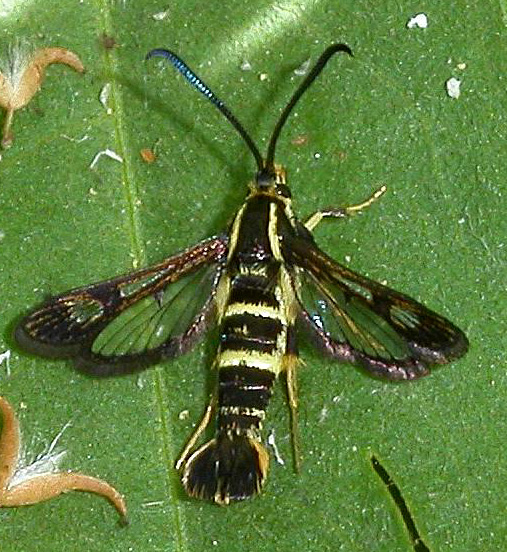
Synanthedon sp.

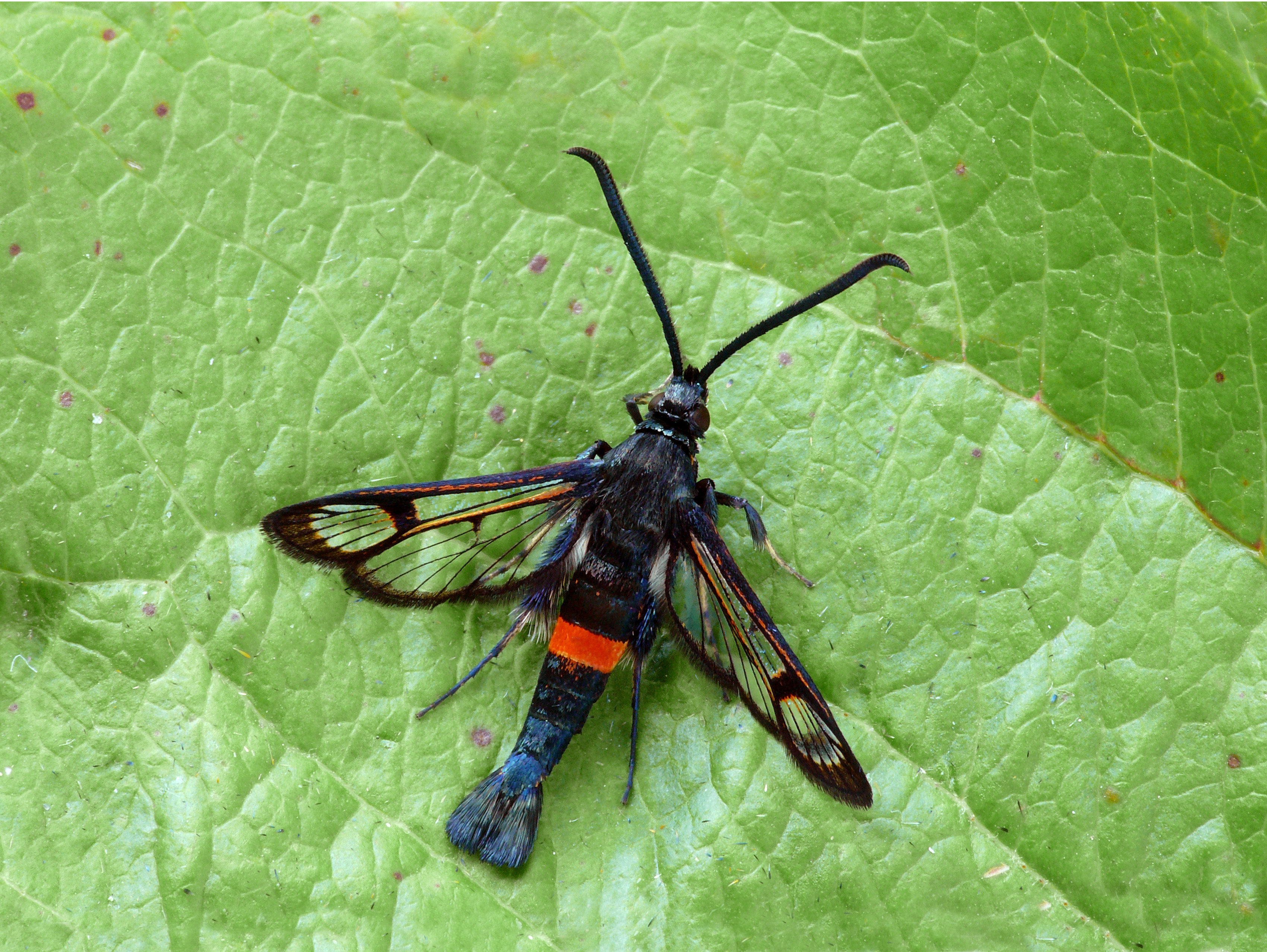
Synanthedon myopaeformis

    - Synanthedon Hübner, [1819]
    - Ravitria Gorbunov & Arita, 2000
    - Kantipuria Gorbunov & Arita, 1999
    - Kemneriella Bryk, 1947
    - Ichneumenoptera Hampson, [1893]
    - Paranthrenella Strand, [1916]
    - Anthedonella Gorbunov & Arita, 1999
    - Schimia Gorbunov & Arita, 1999
    - Uncothedon Gorbunov & Arita, 1999
    - Synanthedon myopaeformisPalmia Beutenmüller, 1896

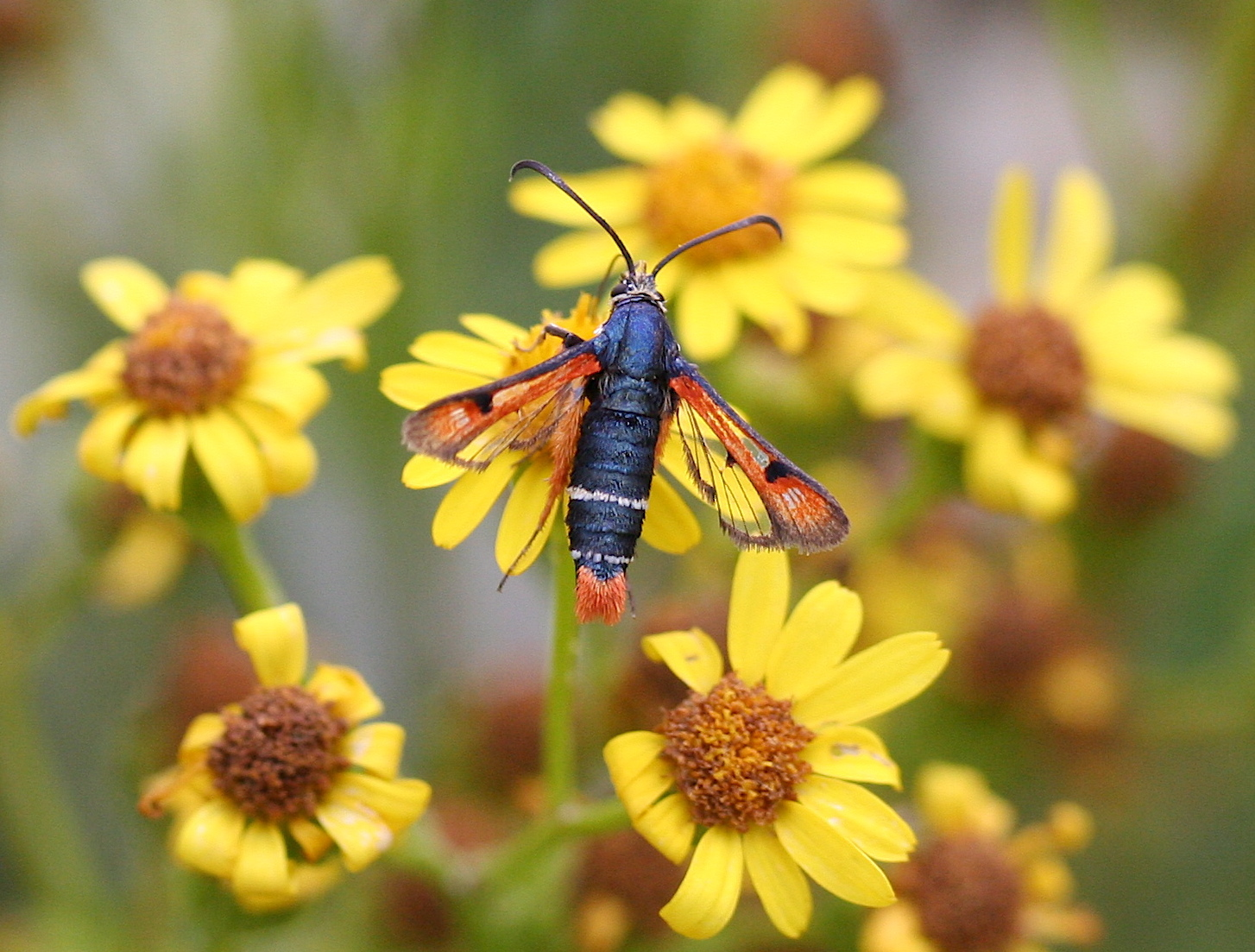
The fiery clearwing moth, Pyropteron chrysidiformis

    - Podosesia Möschler, 1879
    - Sannina Walker, 1856
    - Nyctaegeria Le Cerf, 1914
    - Carmenta Edwards, 1881
    - Penstemonia Engelhardt, 1946
    - Camaegeria Strand, 1914
    - Malgassesia Le Cerf, 1922
    - Lophoceps Hampson, 1919
    - Tipulamima Holland, 1893
    - Rodolphia Le Cerf, 1911
    - Alcathoe Edwards, 1882
    - Pseudalcathoe Le Cerf, 1916
    - Macrotarsipus Hampson, [1893]
    - Grypopalpia Hampson, 1919
    - Hymenoclea Engelhardt, 1946
    - Euryphrissa Butler, 1874
    - Leptaegeria Le Cerf, 1916
    - Aegerina Le Cerf, 1917
    - Stenosphecia Le Cerf, 1917
    - Bembecia Hübner, [1819]
    - Pyropteron Newman, 1832The fiery clearwing moth, Pyropteron chrysidiformis
    - Dipchasphecia Capuse, 1973
    - Chamaesphecia Spuler, 1910
    - Weismanniola Naumann, 1971
    - Ichneumonella Gorbunov & Arita, 2005
    - Crinipus Hampson, 1896

  - Genera unassigned to tribe
    - Alonina Walker, 1856
    - Anaudia Wallengren, 1863
    - Augangela Meyrick, 1932
    - Austrosetia Felder, 1874
    - Ceritrypetes Bradley, 1956
    - Conopyga Felder, 1861
    - Echidgnathia Hampson, 1919
    - Episannina Aurivillius, 1905
    - Erismatica Meyrick, 1933
    - Gymnosophistis Meyrick, 1934
    - Hymenosphecia Le Cerf, 1917
    - Isocylindra Meyrick, 1930
    - Lepidopoda Hampson, 1900
    - Leuthneria Dalla Torre, 1925
    - Megalosphecia Le Cerf, 1916
    - Melisophista Meyrick, 1927
    - Metasphecia Le Cerf, 1917
    - Mimocrypta Naumann, 1971
    - Monopetalotaxis Wallengren, 1859
    - Pedalonina Gaede, 1929
    - Proaegeria Le Cerf, 1916
    - Pseudomelittia Le Cerf, 1917
    - Tradescanticola Hampson, 1919
    - Uranothyris Meyrick, 1933
    - Vespanthedon Le Cerf, 1917
    - Xenoses Durrant, 1924
    - Zhuosesia Yang, 1977